# Hatsukoi Limited
Hatsukoi Limited (jap. 初恋限定. Hatsukoi Gentei.) – shōnen-manga autorstwa Mizuki Kawashity. Ukazywała się nakładem wydawnictwa Shūeisha w Shūkan Shōnen Jumpie od października 2007 do maja 2008. Seria ukazuje obrazy z życia uczuciowego ośmiu dziewcząt w szkole średniej i gimnazjum.
Adaptacja w formie słuchowiska została wydana w lutym 2009 roku, a light novel w marcu 2009 roku. 
Dwunastoodcinkowa adaptacja anime wyprodukowana przez studio J.C.Staff była nadawana w Japonii od 11 kwietnia do 27 czerwca 2009.
W Polsce mangę wydało wydawnictwo Waneko.

## Fabuła
Manga zawiera serię krótkich opowieści o ośmiu dziewczętach w wieku szkolnym, ich znajomych z klasy i rodzinach.
Każdy rozdział skupia się na innej z głównych postaci; opowieści te przeplatają się, by w końcu utworzyć główny wątek, w którym bierze udział większość z przedstawionych osób.

## Bohaterowie

### Gimnazjaliści
- Ayumi Arihara (jap. 有原 あゆみ Arihara Ayumi)

Seiyū: Mariya Ise 
Drugoklasistka, na niej skupia się uwaga pierwszego rozdziału, gdzie jeden z bohaterów, Misao Zaitsu, wyznaje jej swoje uczucia. Mimo zapewnień, że nie przyjmie żadnych propozycji, cały czas jest poruszona wyglądem Zaitsu. Potrafi być przebiegła, ale także opiekuńcza.
Zakochuje się w młodszym bracie Misao – Mamoru, po tym, jak Mamoru zanosi ją do szkolnej pielęgniarki jak księżniczkę.
Na końcu anime bohaterka próbuje dokonać wyboru między dwoma braćmi – tym, który podoba się jej (Mamoru) i tym, któremu ona się podoba (Misao). W mandze odrzuca Misao, mówiąc mu, że nie chce tak szybko porzucić swojej pierwszej miłości.